# سيسيل بيبودي
سيسيل بيبودي (بالإنجليزية: Cecil Peabody) هو مهندس أمريكي، ولد في 1855 في برلينغتون في الولايات المتحدة، وتوفي في 1934.